# Karl Spetzler von Oltramar
Karl Spetzler von Oltramar (německy Carl Spetzler Edler von Oltramar) (22. února 1842 Istanbul – 29. května 1910 Štýrský Hradec) byl rakousko-uherský admirál. Jako absolvent námořní akademie sloužil u c. k. námořnictva od roku 1857 a v mládí se zúčastnil několika válek, vyznamenal se v bitvě u Visu (1866). Poté byl důstojníkem na lodích různého typu a působil i ve správě námořnictva. V letech 1884–1887 vedl na lodi SMS Nautilus expedici do východní Asie, která trvala dva a půl roku (1884–1887). Za zásluhy byl povýšen do šlechtického stavu a později zastával funkce v námořní sekci na ministerstvu války. V roce 1897 odešel do penze v hodnosti kontradmirála. 

## Životopis

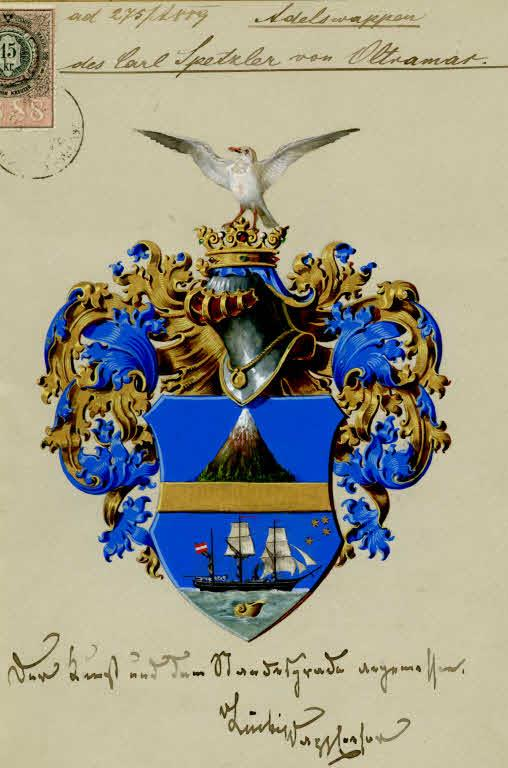
Erb Karla Spetzlera udělený při povýšení do šlechtického stavu (1889)

Byl synem námořního inženýra Karla Spetzlera. Studoval gymnázium v Bavorsku, odkud pocházela jeho matka, a poté C. k. námořní akademii v Terstu. K námořnictvu vstoupil jako kadet v roce 1857 a nadále se vzdělával v oboru výstavby lodí. V roce 1859 se zúčastnil války se Sardinií, poté vystřídal službu na různých lodích a působil také u námořních základen v Terstu a Benátkách. V roce 1864 získal hodnost praporčíka a během války s Itálií se v roce 1866 zúčastnil bitvy u Visu na dělovém člunu SMS Narenta.
Postupoval v hodnostech (poručík II. třídy 1869, poručík I. třídy 1872) a mimo jiné se věnoval přípravě kadetů na cvičné lodi SMS Schwarzenberg (1870–1873). Sloužil také u arzenálu v Pule nebo u jednotek námořní pěchoty. Byl prvním důstojníkem na korvetách SMS Aurora (1880) a SMS Donau (1883). Mezitím byl přidělen k ředitelství výstrojního skladu v Pule a v letech 1880–1883 působil v Terstu u komise pro popis jadranského pobřeží. V roce 1884 byl v rámci eskadry krátce prvním důstojníkem na pancéřové fregatě SMS Habsburg.

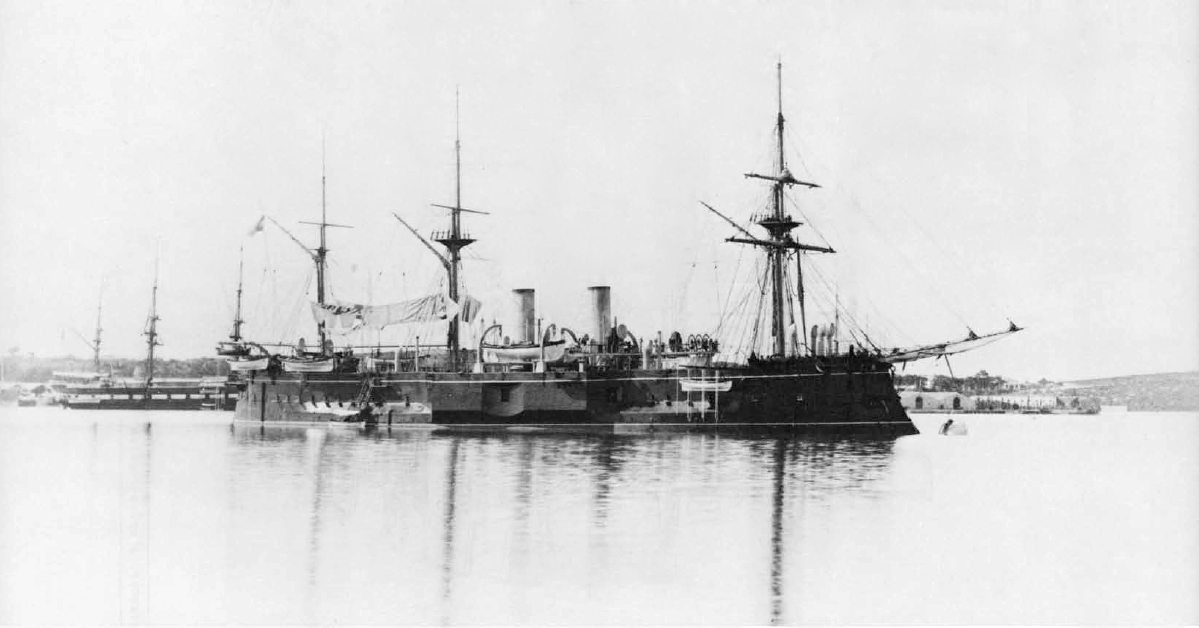
SMS Tegetthoff, vlajková loď kapitána Spetzlera v letech 1894–1895

Důležitou misí byl pověřen v létě 1884 jako velitel dělového člunu SMS Nautilus s posádkou 115 mužů. S touto lodí byl vyslán na Dálný východ, cílem expedice bylo kromě objevování nových námořních tras také získat obchodní kontakty v Asii. Loď vyplula 30. srpna 1884 z Puly a po zastávkách v řeckých a tureckých přístavech pokračovala přes Suezský průplav do Nizozemské východní Indie (Jakarta). Další cesta vedla do Siamu, Indočíny a Japonska. V listopadu 1885 došlo v Singapuru k částečné výměně posádky s lodí SMS Saida, která byla na zaoceánské plavbě s kadety námořní akademie. Nautilus dále pokračoval přes Filipíny a Čínu do Jokohamy a Vladivostoku (léto 1886). Se zastávkou na Cejlonu se pak loď v lednu 1887 vrátila do Puly. SMS Nautilus urazil během expedice téměř 77 000 kilometrů (41 572 námořních mil) a význam mise spočíval především v uplatnění poměrně malé lodi s takto důležitým posláním. Spetzler během plavby postupoval v hodnostech (korvetní kapitán 1884, fregatní kapitán 1886) a později byl povýšen do šlechtického stavu. 
Po návratu z východní Asie byl krátce velitelem křižníku SMS Panther v rámci torpédové flotily (1887). V letech 1887–1891 působil jako přednosta personálního odboru v námořní sekci na ministerstvu války a k datu 1. května 1891 byl povýšen na kapitána řadové lodi. a velitele korvety SMS Erzherzog Friedrich. V dalších letech byl střídavě velitelem obrněné lodi SMS Tegetthoff a cvičné lodi SMS Novara (1891–1896). V závěru kariéry vedl zdravotní komisi u sborového námořního velitelství v Pule (1896–1897). K datu 1. února 1897 byl penzionován a při té příležitosti obdržel hodnost kontradmirála.
Po odchodu do výslužby se usadil ve Štýrském Hradci, kde zemřel 29. května 1910 ve věku 68 let. 
V roce 1887 se oženil s Ernestinou Marií Weltnerovou a z manželství se narodily tři děti, dvě dcery a syn. Syn Arno (1888–1965) sloužil za první světové války v c. k. armádě jako nadporučík, v době Rakouské republiky dosáhl hodnosti plukovníka.

## Tituly a ocenění
V roce 1889 byl povýšen do šlechtického stavu s predikátem Edler von Oltramar. V této nobilitaci byly zohledněny jeho zásluhy za expedici na Dálný východ (predikát Oltramar vycházel z italského výrazu oltre mare - zámoří). Během služby u námořnictva se stal nositelem několika vyznamenání.

### Rakousko-Uhersko
- Vojenský záslužný kříž (1866)
- Vojenská záslužná medaile (1866)
- Válečná medaile (1873)
- Služební odznak pro důstojníky III. třídy (1879)
- Řád železné koruny III. třídy (1887)
- Jubilejní pamětní medaile (1898)
- Vojenský jubilejní kříž (1908)

### Zahraničí
- Řád slávy III. třídy (1871, Tunisko)